# اللماع (جحانة)

تعديل مصدري - تعديل

اللماع هي إحدى قرى عزلة اليمانية السفلى بمديرية جحانة التابعة لمحافظة صنعاء، بلغ تعداد سكانها 1117 نسمة حسب تعداد اليمن لعام 2004.